# بيزين (أوكاياما)
مدينة بيزين (بالإنجليزية: Bizen)‏ هي أحد المدن التابعة لمحافظة أوكاياما. تأسست رسميًا في 01/04/1971. ويقدر عدد سكانها بـ 39117 نسمة حسب تقدير مكتب الإحصاء الياباني لعام 2012. تبلغ مساحة بيزين 258.23 كم2. بكثافة سكانية تبلغ 151 نسمة/كم2.

## أعلام
- يوشينوبو ياماموتو
- تاكويا شيمامورا
- شونسوكي أوياما